# Tielt-Winge
Tielt-Winge és un municipi belga de la província de Brabant Flamenc a la regió de Flandes.

## Seccions
| #   | Nom              | Extensió (km²) | Població (01/01/2007) |
| --- | ---------------- | -------------- | --------------------- |
| I   | Houwaart         | 7,26           | 1.440                 |
| II  | Meensel-Kiezegem | 6,52           | 1.212                 |
| III | Tielt            | 18,45          | 4.572                 |
| IV  | Sint-Joris-Winge | 11,99          | 2.878                 |

Font:Municipi Tielt-Winge